# Чемпионат Словении по волейболу среди женщин
Чемпионат Словении по волейболу среди женщин — ежегодное соревнование женских волейбольных команд Словении. Проводится с сезона 1991/92.
Соревнования проходят в трёх дивизионах — 1-й, 2-й и 3-й лигах. Организатором чемпионатов является Волейбольный союз Словении.

## Формула соревнований (1-я лига)
Чемпионат 2024/25 в 1-й лиге включал в три этапа — два групповых и плей-офф. На первой групповой стадии 8 команд играли в два круга. На втором этапе 6 лучших провели ещё один двухкруговой турнир с учётом всех результатов 1-го этапа. Все эти команды вышли в плей-офф, где к ним присоединились две команды по итогам переходного турнира с участием 7-й и 8-й команд 1-го этапа и четырёх команд 2-й лиги. Серии плей-офф проводились до двух (в четвертьфинале и полуфинале) и до трёх (в финале) побед одного из соперников.
За победы со счётом 3:0 и 3:1 команды получают 3 очка, 3:2 — 2 очка, за поражение со счётом 2:3 — 1 очко, 0:3 и 1:3 — 0 очков.
В чемпионате 2024/25 в 1-й лиге участвовали 8 команд: «Кальцит» (Камник), «Браник» (Марибор), «Шемпетер», «Лука Копер» (Копер), «ГЕН-И Воллей» (Нова-Горица), «Анкаран», «Радовлица», «Гросуплье». Чемпионский титул выиграл «Браник», победивший в финальной серии «Кальцит» 3-2 (0:3, 3:2, 3:1, 0:3, 3:0). 3-е место занял «Шемпетер».

## Призёры
| Сезон     | 1-е место                     | 2-е место                     | 3-е место                     |
| --------- | ----------------------------- | ----------------------------- | ----------------------------- |
| 1991/92   | «Палома-Браник» Марибор       |                               |                               |
| 1992/93   | «Палома-Браник» Марибор       |                               |                               |
| 1993/94   | «Абас-Трейд» Целе             | «Палома-Браник» Марибор       |                               |
| 1994/95   | «Клима-Коммерс» Блед          | «Инфонд-Браник» Марибор       | «Савиньска Мозирье» Целе      |
| 1995/96   | «Инфонд-Браник» Марибор       | «Банк Аустрия» Блед           | «Цимос» Копер                 |
| 1996/97   | «Кемиплас» Копер              | «Инфонд-Браник» Марибор       | ТПВ Ново-Место                |
| 1997/98   | «Инфонд-Браник» Марибор       | ТПВ Ново-Место                | «Кемиплас» Копер              |
| 1998/99   | «Инфонд-Мелтал» Марибор       | «Хит Нова-Горица» Нова-Горица | «Марсел» Птуй                 |
| 1999/2000 | «Инфонд-Мелтал» Марибор       | «Кемиплас» Копер              | «Хит Нова-Горица» Нова-Горица |
| 2000/01   | «Нова-КБМ-Мелтал» Марибор     | «Кемиплас» Копер              | «Хит Нова-Горица» Нова-Горица |
| 2001/02   | «Нова-КБМ-Браник» Марибор     | «Хит Нова-Горица» Нова-Горица | «Любляна»                     |
| 2002/03   | «Хит Нова-Горица» Нова-Горица | «Нова-КБМ-Браник» Марибор     | «Сладкигрех» Любляна          |
| 2003/04   | «Сладкигрех» Любляна          | «Нова-КБМ-Браник» Марибор     | «Бенедикт» Ленарт             |
| 2004/05   | «Сладкигрех» Любляна          | «Хит Нова-Горица» Нова-Горица | ТПВ Ново-Место                |
| 2005/06   | ТПВ Ново-Место                | «Нова-КБМ-Браник» Марибор     | «Хит Нова-Горица» Нова-Горица |
| 2006/07   | «Хит Нова-Горица» Нова-Горица | ТПВ Ново-Место                | «Нова-КБМ-Браник» Марибор     |
| 2007/08   | «Хит Нова-Горица» Нова-Горица | «Нова-КБМ-Браник» Марибор     | ТПВ Ново-Место                |
| 2008/09   | «Нова-КБМ-Браник» Марибор     | «Хит Нова-Горица» Нова-Горица | «Кальцит» Камник              |
| 2009/10   | «Кальцит» Камник              | «Нова-КБМ-Браник» Марибор     | «Хит Нова-Горица» Нова-Горица |
| 2010/11   | «Нова-КБМ-Браник» Марибор     | «Кальцит» Камник              | «Лука Копер» Копер            |
| 2011/12   | «Нова-КБМ-Браник» Марибор     | «Кальцит» Камник              | «Альянса» Шемпетер            |
| 2012/13   | «Нова-КБМ-Браник» Марибор     | «Кальцит» Камник              | «Лука Копер» Копер            |
| 2013/14   | «Нова-КБМ-Браник» Марибор     | «Кальцит» Камник              | «Формис» Сподне-Хоче          |
| 2014/15   | «Кальцит» Камник              | «Нова-КБМ-Браник» Марибор     | «Лука Копер» Копер            |
| 2015/16   | «Кальцит» Любляна             | «Нова-КБМ-Браник» Марибор     | «Витал» Любляна               |
| 2016/17   | «Нова-КБМ-Браник» Марибор     | «Кальцит» Любляна             | «ГЕН-И Воллей» Нова-Горица    |
| 2017/18   | «Нова-КБМ-Браник» Марибор     | «Кальцит» Любляна             | «Формис» Сподне-Хоче          |
| 2018/19   | «Нова-КБМ-Браник» Марибор     | «ГЕН-И Воллей» Нова-Горица    | «Кальцит» Камник              |
| 2019/20   | «Кальцит» Камник              | «Нова-КБМ-Браник» Марибор     | «Шемпетер»                    |
| 2020/21   | «Кальцит» Камник              | «Нова-КБМ-Браник» Марибор     | «Шемпетер»                    |
| 2021/22   | «Кальцит» Камник              | «Нова-КБМ-Браник» Марибор     | «ГЕН-И Воллей» Нова-Горица    |
| 2022/23   | «Кальцит» Камник              | «ГЕН-И Воллей» Нова-Горица    | «Нова-КБМ-Браник» Марибор     |
| 2023/24   | «Кальцит» Камник              | «Нова-КБМ-Браник» Марибор     | «ГЕН-И Воллей» Нова-Горица    |
| 2024/25   | «Браник» Марибор              | «Кальцит» Камник              | «Шемпетер»                    |

### Титулы
| Клуб                  | Победы |
| --------------------- | ------ |
| «Браник» Марибор      | 17     |
| «Кальцит» Камник      | 8      |
| ХИТ «Нова-Горица»     | 3      |
| «Сладки Грех» Любляна | 2      |
| «Блед»                | 1      |
| «Кемиплас» Копер      | 1      |
| ТПВ «Ново-Место»      | 1      |
| «Целе»                | 1      |